# Carmen Camacho (poeta)
Carmen Camacho García (Alcaudete, Jaén, 1976) es una escritora dedicada al microrrelato y el aforismo.

## Trayectoria
Licenciada en Periodismo por la Universidad Complutense de Madrid. Actualmente reside en Sevilla.
Además de su actividad literaria, colabora en el Diario de Sevilla de forma semanal con su columna "Cambio de sentido".  
Sus textos están recogidos en más de 40 antologías y traducidos parcialmente al italiano, francés, portugués, árabe y armenio. Muchas de sus poesías están recogidas en antologías de poesía, aforística y microrrelato español contemporáneo. Algunas de estas obras son:  (Tras)Lúcidas. Poesía escrita por mujeres 1980-2016 (Bartleby, 2016); Exploradoras (Libros de la herida, 2015) ; Taquinia (La isla de Siltolá, 2015); Canto e demolizione (Thauma Edizioni, 2013); Pensar por lo breve. Aforística española de entresiglos (Trea, 2013); Geometría y angustia. Poetas españoles en Nueva York (Fundación José Manuel Lara, 2012).
Además ha creado antologías como "Seré bre- / -aforismos y otras breverías" (2015) y "Punto de Partida. 10 jóvenes desde Andalucía" (México, 2006).
En 2008 fue ganadora del premio de poesía La Voz + Joven en el año 2008, de la Obra Social y Cultural Caja Madrid.
En 2016 publicó el libro de aforismos "Zona Franca". Camacho ha asegurado que algunos de sus aforismos se inspiran en "cómo habla la gente corriente, la que no sabe nada de lengua y, es más, creen que no saben explicarse y sin embargo se explican mejor que nadie, poseen un polvorín de economía del lenguaje, de poesía, libertad, ritmo, hechura, en suma, de eficacia".
En su trayectoria ha trabajado en el diálogo de la palabra y las artes y ha desarrollado obras de poesía escénica, adaptaciones teatrales y varios proyectos en colaboración con fotógrafos, pintores, ilustradores, músicos y otros artistas de diversas disciplinas. Entre sus trabajos está la obra Toma de Tierra, en la que aúna sus textos de viva voz con el cante jondo de Juan Murube y la danza contemporánea de Raquel López Lobato.  Se encuentra preparando un spoken word, de próximo estreno, junto al roquero Dogo.

## Libros de poemas
| Títulos                          | Editorial                  | Año  |
| -------------------------------- | -------------------------- | ---- |
| 777 : a venir de venir por venir | Del Real Nieto, Amaya      | 2007 |
| Arrojada                         | Cangrejo Pistolero         | 2007 |
| Minismás                         | Baile del Sol              | 2008 |
| Versus: 12 rounds                | Del Satélite               | 2009 |
| La mujer del tiempo              | Ediciones del 4 de agosto  | 2011 |
| Campo de fuerza                  | Delirio                    | 2012 |
| Vuelo doméstico                  | El Gaviero                 | 2014 |
| Las versiones de Eva             | Crecida                    | 2014 |
| Zona franca                      | Cuadernos del Vigía        | 2016 |
| Fuegos de palabras               | Fundación José Manuel Lara | 2018 |

## Publicaciones
Ha publicado en revistas nacionales e internacionales, tales como: 
- Alhucema
- The Children's Book of American Birds
- El Invisible Anillo
- La cinta de Moebius
- Mordisco
- Nayagua
- 25 cosas
- Retaguardia
- Manual de Lecturas Rápidas para la Supervivencia
- Impracabeza
- Revista Kirtsch
- Volandas
- El Diván
- Cámara Lenta
- Chimicheca
- Luvina
- Parteaguas
- Punto de Partida
- Agitadoras